# El Recreo (Argentine)
Pour les articles homonymes, voir El Recreo.
El Recreo est une localité argentine située dans le département de Patiño, province de Formosa. Elle dispose d'un poste de santé et d'une école.

## Démographie
Elle compte 346 habitants (Indec, 2010), soit une augmentation de 215 % par rapport au précédent recensement qui comptait 110 habitants..